# いきなり団子

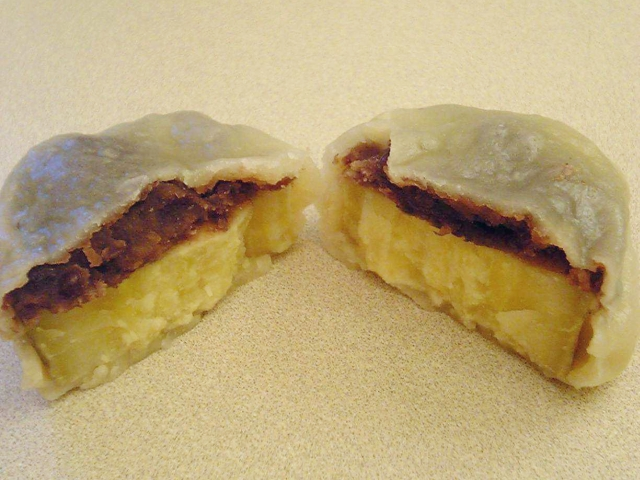
いきなり団子

いきなり団子（いきなりだんご）は、熊本県および九州地方の郷土料理、郷土菓子である。
熊本弁では「いきなりだご」とも呼ばれる。

## 概要
輪切りにしたサツマイモを、小麦粉・だんご粉・塩で作った生地で包んで蒸したものである。昭和時代頃から、サツマイモとともに餡（小豆餡）を包むようになり、現代ではこちらが主流になった。
熊本県の大津地域をはじめ、菊池平野や熊本平野の農家では、サツマイモの収穫時期のおやつとして食べられていた。一般家庭においても伝統的に作られ続けるという、菓子としては珍しい歴史を持つ。
近年、保存技術の発達により、真空パックや冷凍食品も販売されている。本来は出来たてを食べるものだが、冷凍したものを半解凍で食べる「冷やしいきなり団子」などもある。

## 名称
「いきなり」は熊本弁で「簡単・手早く・すぐに」という意味で、短時間で簡単に作ることができ、急な来客にもすぐに出せることに由来するという。「いきなり」の意味に、サツマイモをいきなり生地で包んで蒸すことから、簡単に作れる団子という意味が重なったともいわれる。
別の由来として、熊本の一部地域では今でも片付けが苦手な人を「いきなりな人」といい、そこから転じて「いきなり」は「ざっとしている」を意味し、ざっと作れることからきているとの説もある。

## 類似の菓子
福岡県筑後地方には、いきなり団子とほぼ同じ「いきなり饅頭」と呼ばれる饅頭状の菓子があり、特に熊本県に隣接する大牟田市などではお土産物としても扱われている。そのほか、福島県には「あだたらのいも小町」といういきなり団子同様の菓子がある。中のあんは、つぶあんである。
1996年に、サツマイモの産地として有名な川越市の菓子商がいきなり団子に酷似する「いも恋」という商品を出している。こちらも輪切りのさつまいもにあんこを乗せ、山芋ともち粉入りの生地で包んで蒸したものである。

## いきなり団子が登場する作品
- 『ケロロ軍曹』
  - 九州出身の漫画家、吉崎観音作の漫画作品。主人公・ケロロ軍曹の好物であり[5]、作品内にもしばしば登場する。
- 『つばき、時跳び』
  - 熊本市出身・在住の小説家、梶尾真治作のタイムトラベル・ロマンス。いきなり団子の名称と製法を広めるきっかけを作ったのが実は平成から幕末時代にタイムトラベルした主人公であったという設定で、作品中の一場面に登場する。
- 『リアル』
  - 鹿児島県出身の漫画家、井上雄彦作の漫画作品。作中の登場人物・野宮朋美が母親からの旅行土産を何かと人に渡す癖があり、その一つとして登場する。
- 『劇場版 弱虫ペダル』
  - 「熊本 火の国やまなみレース」初日のレース前に、ヒロ君の彼女がいきなり団子を食べている描写がある。また、箱根学園クライマー東堂尽八が「巻ちゃんといきなりだんご食べたかった」とぼやいているシーンがある。